# Мугунское муниципальное образование
Мугунское муниципальное образование — муниципальное образование со статусом сельского поселения в
Тулунском районе Иркутской области России.
Административный центр — поселок Мугун.

## Демография
По результатам Всероссийской переписи населения 2010 года численность населения муниципального образования составила 1327 человек, в том числе 665 мужчин и 662 женщины.

## Населенные пункты
В состав муниципального образования входят населенные пункты
- Мугун
- Александровка
- Новая Деревня
- Харанамут[2]